# پائولا رادکلیف
پائولا جین رادکلیف (به انگلیسی: Paula Jane Radcliffe) (متولد ۱۷ دسامبر ۱۹۷۳) دونده دو استقامت بریتانیایی و رکورددار دو ماراتن زنان با زمان ۲:۱۵:۲۵ ساعت است. وی یک مدال طلای قهرمان جهانی ماراتن و یک مدال نقره قهرمانی ۱۰ هزار متر جهان، سه مدال طلای قهرمانی دو صحرانوردی جهان، یک مدال طلای بازی‌های کشورهای همسود در رشته ۵ هزار متر و یک مدال طلای قهرمانی اروپا در رشته ۱۰ هزار متر را در کارنامه دارد و سه بار برنده ماراتن نیویورک و سه بار برنده ماراتن لندن شده‌است. رادکلیف در چهار دورهٔ المپیک (از ۱۹۹۶ تا ۲۰۰۸) شرکت کرده اما موفق به کسب مدال در آن نشده‌است.

## رکوردها
| نوع  | رویداد     | زمان     | تاریخ | مکان              | توضیحات                                           |  |
| ---- | ---------- | -------- | ----- | ----------------- | ------------------------------------------------- |  |
| پیست | ۴۰۰ متر    | ۵۸٫۹     | ۱۹۹۲  |                   |                                                   |  |
| پیست | ۸۰۰ متر    | ۲:۰۵٫۲۲  | ۱۹۹۵  |                   |                                                   |  |
| پیست | ۱۰۰۰ متر   | ۲:۴۷٫۱۷  | ۱۹۹۳  |                   |                                                   |  |
| پیست | ۱۵۰۰ متر   | ۴:۰۵٫۳۷  | ۲۰۰۱  | گلاسکو            |                                                   |  |
| پیست | ۱ مایل     | ۴:۲۴٫۹۴  | ۱۹۹۶  | زوریخ             |                                                   |  |
| پیست | ۲۰۰۰ متر   | ۵:۳۷٫۰۱+ | ۱۹۹۳  | شفیلد             |                                                   |  |
| پیست | ۳۰۰۰ متر   | ۸:۲۲٫۲۰  | ۲۰۰۲  | موناکو            | رکورد بریتانیا                                    |  |
| پیست | ۲ مایل     | ۹:۱۷٫۴   | ۱۹۹۹  | انگلستان          |                                                   |  |
| پیست | ۵۰۰۰ متر   | ۱۴:۲۹٫۱۱ | ۲۰۰۴  | بیدگوش، لهستان    | رکورد بریتانیا                                    |  |
| پیست | ۱۰۰۰۰ متر  | ۳۰:۰۱٫۰۹ | ۲۰۰۲  | مونیخ، آلمان      | ششمین رکورد برتر تاریخ                            |  |
| پیست |            |          |       |                   |                                                   |  |
| جاده | ۵ کیلومتر  | ۱۴:۵۷+   | ۲۰۰۱  | لندن              |                                                   |  |
| جاده | ۸ کیلومتر  | ۲۴:۰۵+   |       |                   | بهترین زمان دنیا (مسافت رسمی فدراسیون جهانی نیست) |  |
| جاده | ۱۰ کیلومتر | ۳۰:۲۱    | ۲۰۰۳  | پورتوریکو         | رکورد جهانی                                       |  |
| جاده | نیمه‌ماراتن | ۱:۰۵:۴۰  | ۲۰۰۳  | نیوکاسل-ساوت‌شیلدز | بهترین زمان دنیا (رسمی نیست)                      |  |
| جاده | ماراتن     | ۲:۱۵:۲۵  | ۲۰۰۳  | لندن              | رکورد دنیا                                        |  |